# Bruno Schmidt (Baurat)
Bruno Schmidt (1845–1910) war Architekt und Stadtbaurat in Weimar. Er wird auch als Stadtbaumeister bezeichnet.
Schmidt war seit 1892 in Weimar Stadtbaumeister. Im Jahre 1908 wurde August Lehrmann sein Nachfolger als Stadtbaurat. Er und sein Nachfolger sind auf dem Hauptfriedhof im Bereich des Krematoriums miteinander auch räumlich verbunden. Hatte er 1906 die Friedhofskapelle im neoromanischen Stil errichtet, so schuf er 1911 den Anbau mit Säulengang und mit unterirdischem Krematorium. Schmidt entwarf auch den Donndorf-Brunnen und das Donndorf-Museum.
Hergestellt wurde der Brunnen in der Geleitstraße von Adolf von Donndorf. Schmidt lieferte den Entwurf für das Albert-Voigt-Stift, das sich in der Berkaer Straße 2 befand. Es wurde 1893 errichtet. Das war dem Wortlaut nach ein „Asyl für hilfsbedürftige Männer und Frauen an der Berkaer Straße“. Das Gebäude mit der Hausnummer Berkaer Straße 2 ist noch erhalten und heute ein Altenheim. Dem Zweck seines Stifters blieb es erhalten.